# Conopeum fluviatilis
Conopeum fluviatilis är en mossdjursart som först beskrevs av Canu 1928.  Conopeum fluviatilis ingår i släktet Conopeum och familjen Membraniporidae. Inga underarter finns listade i Catalogue of Life.